# دانيس تانوفيتش
دانيس تانوفيتش (بالبوسنوية: Danis Tanović)‏ (و. 1969 – م) هو كاتب سيناريو، ومخرج سينمائي، ومنتج أفلام، من البوسنة والهرسك، ولد في زينيتسا.

## التعليم
تعلم في جامعة سراييفو.

## أعمال بارزة
من أهم أعماله:
- الأرض المحايدة.

## جوائز
حصل على جوائز منها:
- جائزة غولدن غلوب لأفضل فيلم بلغة أجنبية (2001).

## وصلات خارجية
- دانيس تانوفيتش على موقع IMDb (الإنجليزية)
- دانيس تانوفيتش على موقع مونزينجر (الألمانية)
- دانيس تانوفيتش على موقع قاعدة بيانات الأفلام العربية
- دانيس تانوفيتش على موقع ألو سيني (الفرنسية)
- دانيس تانوفيتش على موقع أول موفي (الإنجليزية)
- دانيس تانوفيتش على موقع قاعدة بيانات الأفلام السويدية (السويدية)
- دانيس تانوفيتش على موقع قاعدة بيانات الفيلم (الإنجليزية)
- دانيس تانوفيتش على موقع كينوبويسك (الروسية)